# Казначейство
Казначейство (державна скарбниця) — спеціальний державний орган (установа), який відає касовим виконанням державного бюджету, організовує справляння податків, зборів і мита, доходів від реалізації державних позик, а також фінансування передбачених державним бюджетом видатків.
У царській Росії казначейство було засноване після 1863 як окремий департамент у складі міністерства фінансів.